# Samsung SGH-G800
De Samsung SGH-G800 is een mobiele telefoon in de Samsung G-serie. Het bevat een 5-megapixel camera met xenon flits. Hij komt in glanzend zilver en zwart, heeft 3x optische zoom en auto focus capaciteiten.

## Ontvangst
The Register prees zijn camera maar merkte op dat de optische zoom gewicht toevoegde. CNet gaf drie en een halve ster uit vijf, waarbij ze vol lof spraken over de camera en bel kwaliteit maar bekritiseerden de camera flits en web browser. Trusted Reviews gaf een acht uit tien.